# SC 07 Bad Neuenahr
SC 07 Bad Neuenahr is een Duitse voetbalclub uit Bad Neuenahr, Rijnland-Palts. De club werd in 1907 opgericht, in 1969 kwam er ook een vrouwenafdeling die de mannen al snel voorbijstak in resultaten. In 1978 werden de dames zelfs landskampioen en zijn ook nu nog actief in de Bundesliga.

## Mannen
In 1907 werd de club opgericht en sloot zich later aan bij de West-Duitse voetbalbond. In 1929 promoveerde de club naar de hoogste klasse van de Middenrijnse competitie. Na twee middelmatige seizoenen werd de club in 1931/32 samen met TuS Mayen groepswinnaar en verloor de wedstrijd om de titel met 3:1. Het volgende seizoen werd de vijfde plaats bereikt. Hierna kwam de NSDAP aan de macht, die het voetbal in Duitsland grondig herstructureerde. De West-Duitse bond en zijn 8 competities werden ontbonden en de Gauliga kwam in de plaats, waar de club zich niet voor kwalificeerde. Hierna zakte de club weg naar lagere reeksen. In 2006 ging de club een speelverbond aan met Ahrweiler BC en speelt nu als SG Ahrweiler/Bad Neuenahr.

## Vrouwen
In 1969 kwam er een vrouwenafdeling bij de club, toen dit eigenlijk nog verboden werd door de DFB. In 1970 organiseerde de club het toenmalig grootste toernooi ter wereld. Nadat het vrouwenvoetbal gelegaliseerd werd door de DFB ontwikkelde de club zich tot een van de sterkste van het Rijnland. Voor de invoering van de Bundesliga nam de club aan 13 van de 17 eindrondes om de titel deel. In 1978 kwam de kroon op het werk door de landstitel te winnen. In 1980 en 1981 werd nog de halve finale bereikt, maar hierin werden ze verslagen door KBC Duisburg en SSG 09 Bergisch Gladbach. In de jaren tachtig kreeg de club zware concurrentie van TuS Ahrbach. In 1990 werd de club nog Rijnlandkampioen en kwalificeerde zich zo voor de nieuwe Bundesliga. Na één seizoen degradeerde de club echter en keerde in 1993 en 1995 telkens voor één seizoen terug. Na een nieuwe promotie in 1997 werd de club een vaste waarde in de Bundesliga.